# 652 هـ
652 هـ هي سنة في التقويم الهجري امْتدت مقابلةً في التقويم الميلادي بين سنتي 1254 و1255.

## أحداث
- بن سبعين يدخل مكة قادماً من مصر.

## وفيات
- بكبرس بن يلنقلج
- محمد بن طلحة الشافعي
- أحمد بن حلوان - طبيب، حكيم، وزير، أديب وشاعر شامي.
- محمد بن عبد الله السقواتي
- باب بشير